# Joseph Beuys Medien-Archiv
Das Joseph Beuys Medien-Archiv ist eine Institution in Zusammenarbeit mit der „Nationalgalerie im Hamburger Bahnhof – Nationalgalerie der Gegenwart Berlin – Staatliche Museen zu Berlin“ und dem „Joseph Beuys Estate“ (hinter dem die Familie der Beuys-Witwe Eva Beuys steht), Düsseldorf. Sie sammelt, archiviert und veröffentlicht Medien des deutschen Künstlers Joseph Beuys.

## Gründung
Das Archiv nach der von Andreas Bienert verantworteten Konzeption wurde am 5. November 1996 mit zwei Uraufführungen eröffnet. Zum einen mit einer Doppelprojektion von „Coyote III“, einer Aktion, die Beuys gemeinsam mit Nam June Paik in Tokio aufgeführt hatte. Zum anderen mit einer Performance von Takehisa Kosugi, der eine bis dahin als unspielbar geltende Partitur von John Cage aufführte. Die Partitur war ein Geschenk von Cage an Beuys zu seinem 60. Geburtstag.

## Medien
Die Medien, Film- und Tondokumente von und über Joseph Beuys und dessen Werk, werden gesammelt, archiviert und digitalisiert, um sie sowohl der Forschung als auch dem Publikum zugänglich zu machen. Ferner werden sie in einer Schriftenreihe zusammengetragen, in dessen Publikationen die Werkzusammenhänge dokumentiert werden, wodurch das vertonte und filmische Werk in seinen Beziehungen zum gesamten Werk betrachtet werden kann.

## Publikationen
Alle Publikationen werden herausgegeben von der „Nationalgalerie im Hamburger Bahnhof / Museum für Gegenwart – Berlin / Staatliche Museen zu Berlin“.
- Eva Beuys, Wenzel Beuys, Jessyka Beuys (Hrsg.): Joseph Beuys. Coyote III (1984), Nr. I; Staatliche Museen zu Berlin 1996 (Heft), ISBN 3-88609-396-4
- Eva Beuys, Wenzel Beuys: Joseph Beuys. Coyote III, Konzert 1984 mit Nam June Paik. Pianovariation 1984, Seibu Museum of Art, Tokyo, Sôgetsu Hall 1815 − 1915. Steidl-Verlag, Göttingen 2008 (Neuausgabe von Nr. I der Schriftenreihe des Joseph Beuys Medien-Archivs); (Heft mit DVD), ISBN 978-3-86521-752-3
- Joseph Beuys. Ja, Ja, Ja, Ja, Ja, Nee, Nee, Nee, Nee, Nee (1968), Nr. II; Staatliche Museen zu Berlin 2001 (CD mit Begleittext), keine ISBN
- Eugen Blume (Einl.): Joseph Beuys. Provokation Lebensstoff der Gesellschaft / Kunst und Antikunst (Podiumsdiskussion „ende offen. Kunst und Antikunst“ zwischen Max Bense, Joseph Beuys, Max Bill, Arnold Gehlen, Wieland Schmied, 27. Januar 1970). Buchhandlung Walter König, Köln 2003 (Nr. III der Schriftenreihe des Joseph Beuys Medien-Archivs); (Heft mit DVD), ISBN 3-88609-077-9
- Eva Beuys, Wenzel Beuys: Joseph Beuys. Transsibirische Bahn (1970). Steidl-Verlag, Göttingen 2004 (Nr. IV der Schriftenreihe des Joseph Beuys Medien-Archivs); (Heft mit DVD), ISBN 3-88243-998-X
- Eva Beuys, Wenzel Beuys: Joseph Beuys. Eurasienstab, 1967. Steidl-Verlag, Göttingen 2005 (Nr. V der Schriftenreihe des Joseph Beuys Medien-Archivs); (Heft mit DVD), ISBN 3-86521-194-1
- Eva Beuys, Wenzel Beuys: ATLANTIS. Joseph Beuys, 3 Aktionen 1964–1965 (Kukei, Akopee - Nein!, BRAUNKREUZ - FETTECKEN - MODELLFETTECKEN, 1964; DER CHEF / THE CHIEF, Fluxus Gesang, 1964; und in uns…unter uns…landunter, 1965). Steidl-Verlag, Göttingen 2008 (Nr. VI der Schriftenreihe des Joseph Beuys Medien-Archivs); (Heft mit DVD), ISBN 978-3-86521-578-9
- Eva Beuys, Wenzel Beuys: Joseph Beuys. Handaktion 1968 & Anatol Herzfeld. Der Tisch 1968. Steidl-Verlag, Göttingen 2009 (Nr. VIII der Schriftenreihe des Joseph Beuys Medien-Archivs); (Heft mit DVD), ISBN 978-3-86521-904-6

## Publikationen in Vorbereitung
- wie man dem toten Hasen die Bilder erklärt, 1965; (DVD mit Heft)
- Beuys in Amerika, 1974; (DVD mit Heft)
- Celtic+~~~, 1971; (DVD mit Heft)